# آن تورنر
آن تورنر (بالإنجليزية: Ann Turner)‏ هي راكبة الكنو أمريكية، ولدت في 18 ديسمبر 1956.

## وصلات خارجية
- آن تورنر على موقع أوليمبيديا (الإنجليزية)